# Bergbau in Bonn

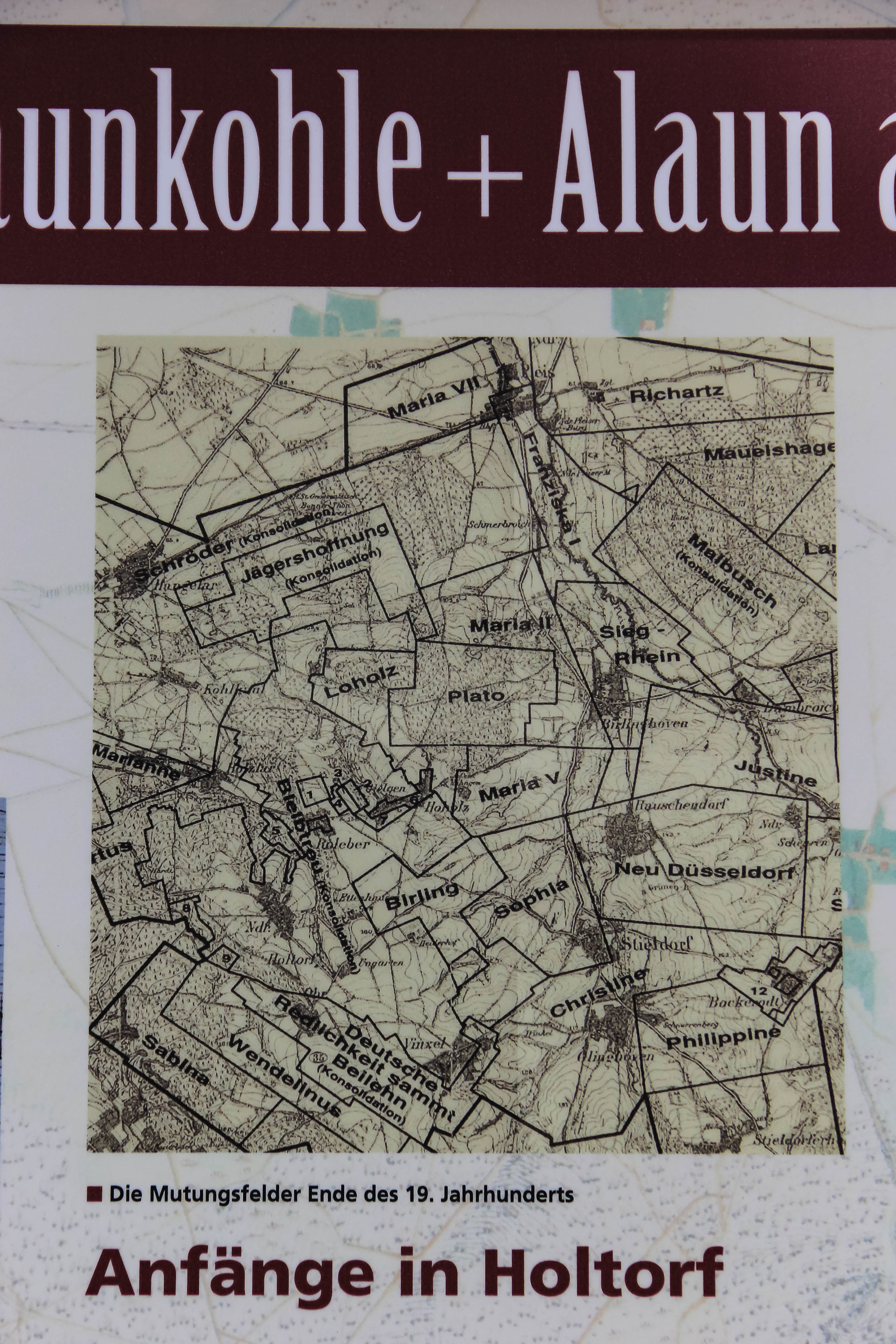
Mutungsfelder in Holtdorf, um 1900

Der Bergbau im Bonn bestand im 19. Jahrhundert aus der Förderung von Braunkohle und Schwefelkies in Beuel.
Im Ennert und im Hügelland weiter östlich, Holtorfer Hardt, wurden bereits um 1800 Braunkohle über Tage abgebaut, später wurde auch Schwefelkies für die Produktion von Alaun durch Leopold Bleibtreu (1777–1839) und Mathias Jaeger. 1816 wurde der evangelische Friedhof in Holzlar erweitert, um Raum für die verstorbenen Bergleute und Arbeiter der Alaunsieden zu schaffen. Ab 1835 wurde im Bereich von Hoholz, Oberholtorf und Vinxel auch im Untertagebetrieb Braunkohle abgebaut. Die jährliche Gesamtförderung lag bei etwa 50.000 Tonnen.
Heinrich Göppert von der Universität Breslau führte 1848 Untersuchungen der Kohle im südlichen Abbaugebiet des Hermannstollens zwischen dem heutigen Friedhof und dem Ankerbach durch. Er stellte verschiedene Zypressenarten fest. Anhand der Jahresringe konnte er ein Alter von bis zu 700 Jahren ermitteln. Ab 1853 schlossen sich die beiden Unternehmer zur Bonner Bergwerks- und Hütten-Verein Aktiengesellschaft zusammen. Die Förderung von Braunkohle und Schwefelkies wurde 1876 aus wirtschaftlichen Gründen eingestellt.
Der Denkmal- und Geschichtsverein Bonn-Rechtsrheinisch errichtete in Zusammenarbeit mit weiteren Bürgervereinen 2014 im Gebiet den Geschichtsweg „Braunkohle + Alaun auf der Ennert-Hardt“.